# Estrutura organizacional
Estrutura organizacional é a forma pela qual as atividades desenvolvidas por uma organização são divididas, organizadas e coordenadas. Em um enfoque amplo, inclui a descrição dos aspectos físicos (ex.: instalações), humanos, financeiros, jurídicos, administrativos e econômicos.
Uma organização, para cumprir sua função, necessita de partes que funcionem de forma articulada, uma dando suporte ou complementando a atividade da outra, de forma que precisam, então, de uma estrutura sobre a qual se posicionem e se relacionem entre si.
Não existe uma estrutura organizacional acabada e nem perfeita, o que há é uma estrutura organizacional que se adapte adequadamente às mudanças. Em macroeconomia também se usa o termo estrutura para as organizações, marcadamente para as indústrias ("estrutura industrial"), ou seja, quando há grandes variações no valor agregado industrial há a explicação de ocorrência de mudanças "estruturais" profundas.
Chandler (1962), ao pesquisar quatro grandes empresas americanas (DuPont, GM, Standard Oil e Sears) constatou que as respectivas estruturas eram continuamente ajustadas às suas estratégias e pode demonstrar a íntima relação entre a estratégia e a estrutura organizacional. Para eles, a estrutura depende das circunstâncias de cada organização em determinado momento. Existem variáveis que contribuem para isso: a sua estratégia, o ambiente em que opera, a tecnologia de que dispõe e as características de seus participantes.
Outra condição muito importante é o ambiente em que a organização atua e que é caracterizado por três tipos:
- O ambiente estável, com pequena variação, que quando ocorre é previsível e controlável;
- O ambiente em transformação, em que as tendências de mudanças são visíveis e constantes;
- O ambiente turbulento, em que as mudanças são velozes, oportunistas e, não raro, surpreendentes.

## Segmentos
Toda empresa possui dois tipos básicos e fundamentais de estrutura: a Formal e Informal.

### Estrutura Formal
A estrutura formal tem uma ênfase maior em posições em termos das autoridades e responsabilidades nas unidades organizacionais estabelecidas na empresa. É uma estrutura que é planejada, que já foi decidida pelo dono do processo, o fluxo de autoridade é descendente, ela é mais estável, é sujeita ao controle da direção e pode crescer a um tamanho imenso, dependendo da organização. A comunicação é basicamente vertical, onde os funcionários respondem aos chefes diretos.
As estruturas formais são, em outras palavras, a idealização da organização.